# Skejby
Skejby er en nordlig bydel i Aarhus.
Arkæologiske udgravninger i området har vist, at det har været bebygget siden begyndelsen af jernalderen, dvs. ca. år 500 f.Kr.
Den oprindelige landsby ligger ved Randersvej, ca. 5 km nord for Aarhus Midtby. Skejby-bebyggelsen er i dag totalt sammenvokset med Aarhus.
Randersvej deler Skejby i to: mod vest ligger den gamle landsby Gl. Skejby, der i dag er vokset sammen med Business Park Skejby, et erhvervsområde med en række store virksomheder og institutioner som Vestas, IBM, TDC Hosting, UNI-C, Rambøll og DR Jylland (tidligere Provinsenheden). Her ligger også Aarhus Universitetshospital, Skejby, som er under stor udvidelse og fungerer som et markant vartegn for området.
Øst for Randersvej domineres bydelen af lavere boligbebyggelse, skole, daginstitutioner samt uddannelses- og medieinstitutioner som TV 2/Østjylland og VIA University College. Tæt ved Skelager Kirke ligger Skejby Centret, der fungerer som lokalt samlingssted. Længere mod nord på østsiden finder man det store industrikvarter anlagt i 1970’erne med brede alléer. Her ligger blandt andet IKEA, ILVA, Stark og Silvan samt en række lettere industrivirksomheder og kontorbygninger, herunder POP2. Mollerup Skov grænser op til området og tilbyder rekreative muligheder for beboere og besøgende.
Skejby er også hjemsted for landets tredjestørste hospital, Aarhus Universitetshospital Skejby, der blev indviet i 1987.
Skejby har mange faciliteter, som skoler, børnehaver, idrætsanlæg og et indkøbscenter, Skejby Centret. Der ligger også et shoppingområde med særligt pladskrævende butikker øst for Randersvej; her ligger IKEA, ILVA, Silvan samt en nyåbnet JYSK butik.
I 2017 åbner der tre letbanestationer i Skejby. Aarhus Universitetshospital Station, Gl. Skejby Station, Humlehuse Station.

## Historie
Skejby landsby bestod i 1682 af 13 gårde. Det samlede dyrkede areal udgjorde 507,1 tønder land skyldsat til 79,01 tønder hartkorn. Dyrkningsformen var trevangsbrug.